# Trichomonascus rutilus
Trichomonascus rutilus är en svampart som beskrevs av Hauerslev 1987. Trichomonascus rutilus ingår i släktet Trichomonascus och familjen Trichomonascaceae.   Inga underarter finns listade i Catalogue of Life.